# The Shins
The Shins — американская рок-группа из Альбукерке, образованная в 1997 году. В состав входят Джеймс Мерсер (вокал, гитара), Джо Пламмер (ударные), Джессика Добсон (гитара), Юки Маттьюз (бас-гитара) и Ричард Свифт (клавишные). В настоящее время коллектив базируется в Портленде, штат Орегон.

## История

### От Flake Music к The Shins (1992—2000)
Группа The Shins появилась в 1997 году как побочный проект вокалиста и автора песен Джеймса Мерсера, основным коллективом которого в то время был Flake Music. Мерсер сформировал Flake Music в 1992 году вместе с гитаристом Нилом Лангфордом, бас-гитаристом Филом Хиггсом (позднее на его место пришёл Марти Крандалл) и барабанщиком Джесси Сандовалом. В течение последующих пяти лет Flake Music выпустили несколько синглов, полноформатный альбом When You Land Here, It’s Time to Return и гастролировали с такими группами, как Modest Mouse и Califone.
В 1996 году Мерсер начал сочинять песни, которые впоследствии станут первой записью The Shins. Примерно в то же время Flake Music прекратила существование, и у Мерсера появилась возможность записать мини-альбом Nature Bears a Vacuum, выпущенный на Omnibus Records в 1998 году. Для первых выступлений он пригласил Сандовала играть на ударных. Выпуская Nature Bears A Vacuum, музыкант не ожидал, что у группы появятся поклонники за пределами Альбукерке. Однако релиз привлёк достаточно внимания, и Мерсер счёл необходимым собрать полноценную группу. В качестве клавишника был принят Мартин Крандалл, а бас-гитаристом стал Дейв Эрнандес (фронтмен местной панк-группы Scared of Chaka, с которой Flake Music отыграли множество концертов). Через год, в течение которого была написана половина песен из дебютного альбома Oh, Inverted World, Эрнандес уехал в Нью-Йорк, и на его место пришёл Нил Лангфорд. В этом составе The Shins отправились в турне с Modest Mouse.

### Годы на Sub Pop (2001—2007)
В 2000 году на совместном концерте с Modest Mouse в Сан-Франциско Джонатан Понеман из компании Sub Pop обратился к The Shins с предложением записать сингл для его лейбла, что в итоге привело к выпуску сингла «New Slang» и дебютного альбома Oh, Inverted World. В поддержку релиза группа гастролировала до конца года, а также выпустила синглы «Know Your Onion!» и «The Past and Pending».
В 2001 году группа перебазировалась в Портленд, а Нил Лангфорд ушёл из The Shins и остался в Альбукерке, где профессионально занялся полётами на воздушном шаре. В 2003 году Дейв Эрнандес вернулся в состав в качестве гитариста. Летом того же года группа начала подготавливать новый материал в подвале дома Мерсера. Сведением и продюсированием альбома занимался Фил Эк. Chutes Too Narrow вышел на Sub Pop осенью 2003 года.

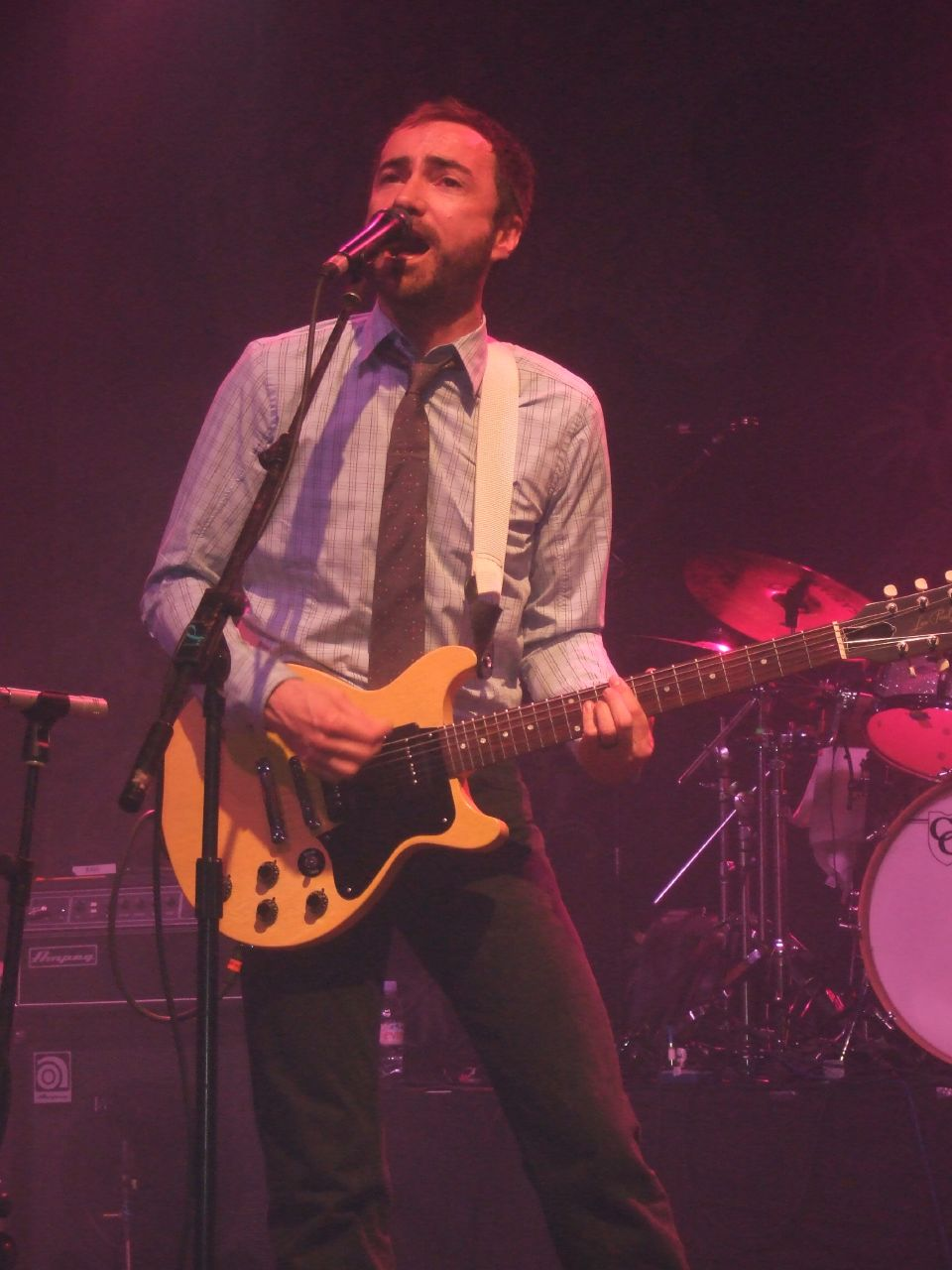
Джеймс Мерсер на выступлении в Лондоне (2007)

Третий альбом группы Wincing the Night Away был записан в Портленде в 2006 году; Мерсер работал над ним в основном самостоятельно, но ему помогал продюсер Джо Кикарелли. Диск вышел 23 января 2007 года; в первую неделю было продано 118 000 экземпляров, и он дебютировал на втором месте в Billboard 200, став на тот момент самым коммерчески успешным релизом Sub Pop. Он был номинирован на «Грэмми» 2008 года в категории «Лучший альбом альтернативной музыки».
24 января 2008 года группа исполнила «The Past and Pending» на похоронах Хита Леджера.

### Уход с Sub Pop, Aural Apothecary иPort of Morrow(с 2008 года)
С выходом третьего альбома The Shins их контракт с лейблом Sub Pop был окончен, и группа решила выпустить следующую работу на собственном лейбле Джеймса Мерсера Aural Apothecary.
В интервью, опубликованном на Pitchfork Media 6 мая 2009 года, Мерсер сообщил, что состав покинули клавишник Мартина Крандалла и барабанщик Джесси Сандовала и были приняты Рон Льюис (Grand Archives), Эрик Джонсон (Fruit Bats), Джо Пламмер (Modest Mouse).
В январе 2012 года была представлена песня «Simple Song», первый трек с нового альбома Port of Morrow, который вышел в марте того же года.

## Состав
- Джеймс Мерсер — основной вокал, гитара (с 1996 года)
- Джо Пламмер — ударные (с 2009 года)
- Юки Маттьюз — бас-гитара (с 2011 года)
- Джессика Добсон — гитара (с 2011 года)
- Ричард Свифт — клавишные (с 2011 года)

Бывшие участники
- Джесси Сандовал (1996—2009)
- Мартин Крандалл (1998—2009)
- Дейв Эрнандес (1998—2000, 2003—2009)
- Нил Лангфорд (2000—2003)
- Микаэль Ён
- Эрик Джонсон (2009—2011)
- Рон Льюис (2009—2011)
- Грег Керстин (2011)

## Дискография
- Oh, Inverted World (Sub Pop, 2001)
- Chutes Too Narrow (Sub Pop, 2003)
- Wincing the Night Away (Sub Pop, 2007)
- Port of Morrow (Aural Apothecary/Columbia/Interscope, 2012)
- Live at Third Man Records (2013)
- Heartworms (2017)
- The Worm's Heart (2018)

## Упоминания
Песня So Say I прозвучала в сериала Gilmor Girls (4 сезон, 17 серия).
Песня New Slang прозвучала в сериале Клиника (1 сезон, 13 серия), а также в фильме Зака Браффа "Страна Садов" и в сериале  Сопрано (4 сезон, 12 серия).
Песня Simple Song прозвучала в сериале Как я встретил вашу маму (8 сезон, 24 серия)
Песня So Now What прозвучала в титрах фильма Зака Браффа "Хотел бы я быть здесь".